# سارة همر
سارة همر (بالإنجليزية: Sarah Hammer)‏ مواليد 18 أغسطس 1983، هي درّاجة أمريكية. شاركت في دورة الألعاب الأولمبية الصيفية وفازت بميدالية أولمبية.

## الميداليات
| الميدالية | المسابقة                               |
| --------- | -------------------------------------- |
| فضية      | الألعاب الأولمبية الصيفية 2012         |
| فضية      | الألعاب الأولمبية الصيفية 2012         |
| ذهبية     | بطولة العالم للدراجات على المضمار 2006 |
| ذهبية     | بطولة العالم للدراجات على المضمار 2007 |
| ذهبية     | بطولة العالم للدراجات على المضمار 2010 |
| ذهبية     | بطولة العالم للدراجات على المضمار 2011 |
| ذهبية     | بطولة العالم للدراجات على المضمار 2013 |
| ذهبية     | بطولة العالم للدراجات على المضمار 2014 |
| فضية      | بطولة العالم للدراجات على المضمار 2008 |
| برونزية   | بطولة العالم للدراجات على المضمار 2012 |

## وصلات خارجية
- الموقع الرسمي

## روابط خارجية
- سارة همر على موقع الاتحاد الدولي للدراجات (الإنجليزية)
- سارة همر على موقع أرشيف الدراجات (الإنجليزية)
- سارة همر على موقع إحصائيات الدراجات الإحترافية (الإنجليزية)
- سارة همر على موقع CycleBase (الإنجليزية)
- سارة همر على موقع أوليمبيديا (الإنجليزية)